# Polizei

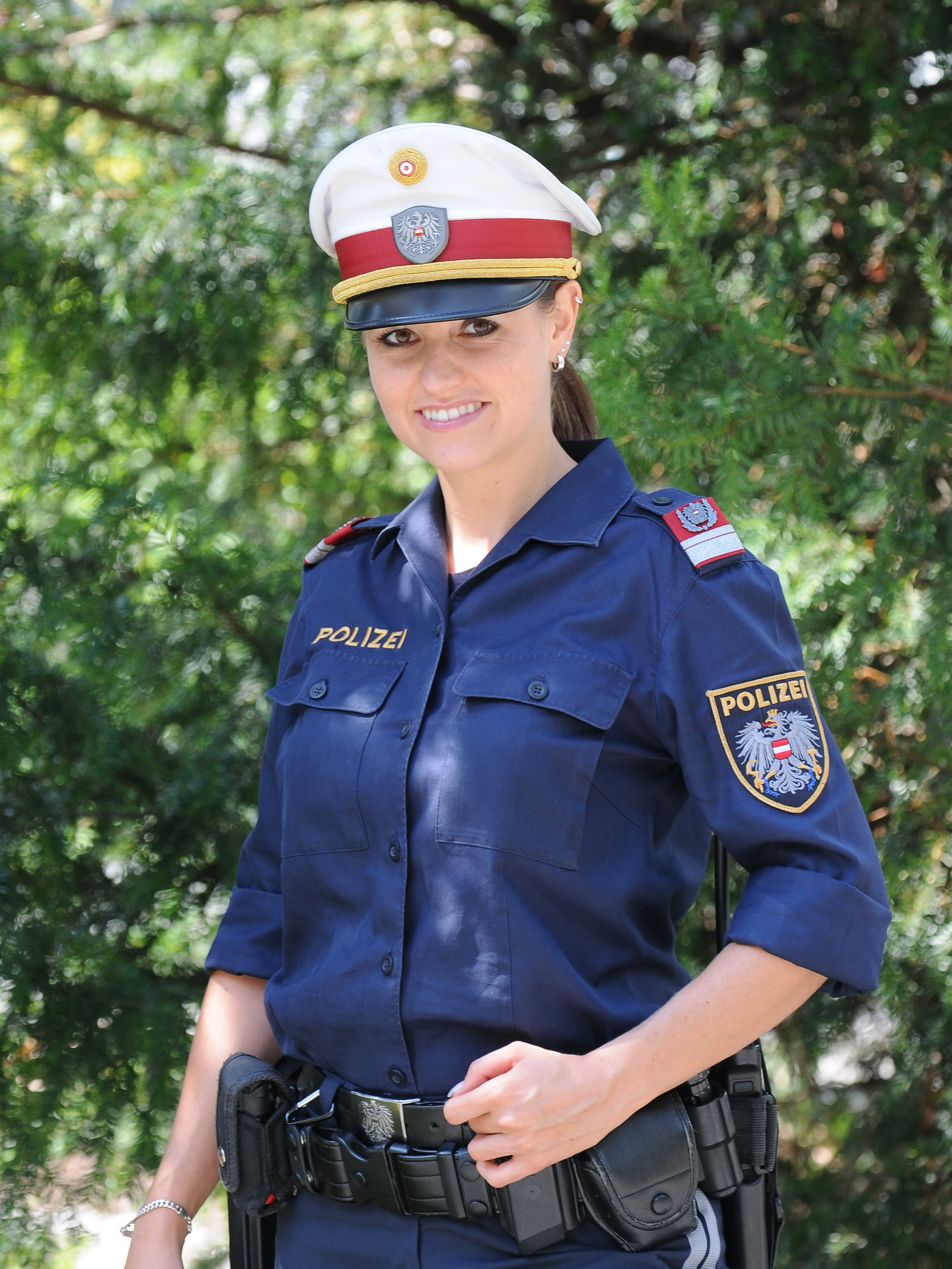
Österreichische Polizistin

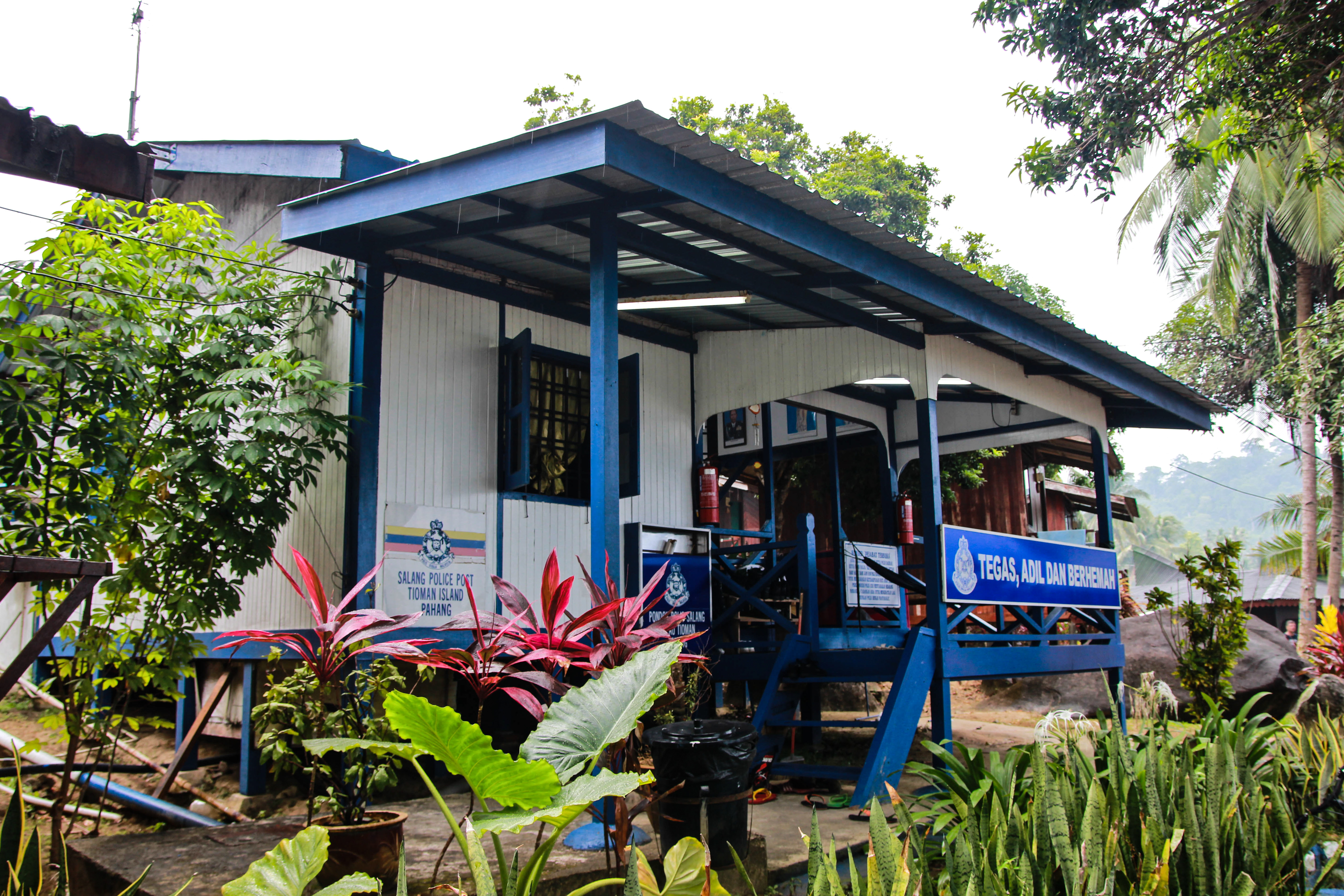
Polizeistation auf einer Insel in Malaysia

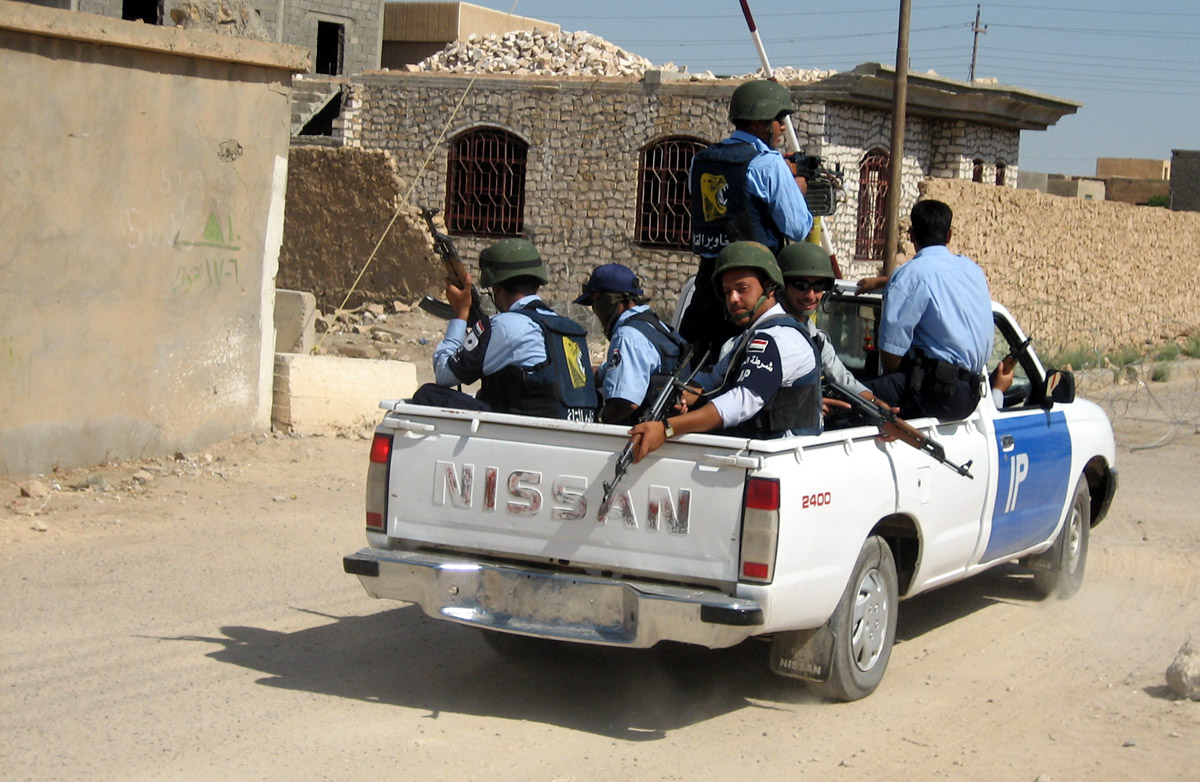
Irakische Polizisten auf Streife

Die Polizei (von altgriechisch πολιτεία politeía, deutsch ‚Staatsverwaltung‘, wie altgriechisch πολιτική ‚Politik‘, ‚die staatlichen Angelegenheiten betreffendes‘, altdeutsch Polizey) ist ein Exekutivorgan eines Staates. Die Polizeibehörden, die Polizeibeamten, die Polizeigewalt und im übertragenen Sinn auch ein Polizeigebäude werden als „Polizei“ bezeichnet.

## Umfang der Polizeiarbeit

Logo des Euronotrufs 112

Ihre Befugnisse sind unter anderem im Polizeirecht (Recht der Polizei) geregelt. Sie hat in den meisten Staaten die Aufgaben, die öffentliche Sicherheit und Ordnung zu gewährleisten oder wiederherzustellen, den Straßenverkehr zu regeln bzw. zu überwachen und als Strafverfolgungsbehörde strafbare und ordnungswidrige Handlungen zu erforschen. In der erstgenannten Funktion kommt ihr dabei oft die Rolle einer Notfallhilfe mit eigenem Notruf zu. Eine weitere Aufgabe in allen Staaten der Welt ist die Gefahrenabwehr im Bereich der inneren Sicherheit, das heißt die Verhütung oder Unterbindung von Taten, die entweder straf- oder bußgeldbewehrt sind oder einem gesetzlichen Verbot unterliegen.
Im Gegensatz zu fast allen anderen Personen oder Organen – mit, je nach Staat, wenigen Ausnahmen wie den Zollbehörden oder der Armee – ist der Polizei als Exekutivorgan des staatlichen Gewaltmonopols beim Einschreiten die Anwendung von Gewalt durch unmittelbaren Zwang, unter Beachtung der Verhältnismäßigkeit und innerhalb gesetzlicher Grenzen erlaubt. In fast allen Ländern wird die Polizei mittels ihrer Vollzugsbeamten tätig. Charakteristisch für diese ist die von ihnen getragene Polizeiuniform.
Die Polizei gehört zu den erstalarmierten Institutionen in der Kette der Einsatzorganisationen für Notfälle. In Ländern der Europäischen Union, der Schweiz und einigen anderen Ländern ist die Polizei, neben Feuerwehr und Rettungsdienst, über den Euronotruf 112 telefonisch erreichbar.

### Abgrenzungen zu anderen Diensten
Die polizeilichen Strukturen weisen von Staat zu Staat starke Unterschiede auf. Die Abgrenzung zwischen Militär und Polizei als bewaffneten staatlichen Exekutivorganen ergibt sich aus der Ressortzuständigkeit: Die Polizei untersteht dem Innenministerium des Bundeslandes oder des Nationalstaats (in den USA der Kommune oder einer bemächtigten Behörde, wie einer Universität) und vertritt üblicherweise den Staat nach innen, während das Militär dem Verteidigungsministerium untersteht und den Staat nach außen und an dessen Grenzen militärisch sichert. Dies schließt nicht aus, dass die polizeiliche Organisation eines Staates militärähnlich oder militärisch organisiert sein kann. Beispielhaft stehen dafür die italienischen Carabinieri oder bis 2005 der deutsche Bundesgrenzschutz, heute Bundespolizei. Teilweise gehören diese Polizeieinheiten zum Geschäftsbereich des Verteidigungsministeriums, sind Teil der regulären Armee oder militärisch ausgebildet, auch wenn sie in Friedenszeiten ausschließlich Polizeiaufgaben im Auftrag des Innen- und Justizministeriums wahrnehmen. Sie können im Kriegsfall als Kombattanten eingesetzt werden, wenn sie die völkerrechtlichen Anforderungen des Kombattantenstatus erfüllen. Ein aktuelles Beispiel hierfür ist der Einsatz der Carabinieri nach dem Irakkrieg im Irak.
Ein Haupttätigkeitsfeld liegt in der Ermittlung, Verfolgung und Ahndung von Ordnungswidrigkeiten.
Abzugrenzen ist die Institution Polizei ferner von privaten Sicherheitsdiensten (Wachschutz/Sicherheitsdienst/Security), die vom Staat meistens nicht mit besonderen Rechten ausgestattet sind, daher keine ausführenden Organe des staatlichen Gewaltmonopols sind und deshalb häufig nur als ausführende Organe für privates Hausrecht fungieren. Sie nehmen stellvertretend für die Eigentümer deren Rechte wahr und besitzen zudem die Rechte, die jedem Bürger zustehen (Notwehr, Nothilfe, Notstand, Recht zur vorläufigen Festnahme und Sachwehr). Für weitergehende Schritte müssen sie die Dienste der Polizei in Anspruch nehmen.
Die meisten Staaten sind Mitglied der Internationalen Kriminalpolizeilichen Organisation (IKPO-Interpol), gegründet zur Verbesserung der internationalen Kooperation und Koordination vor allem (aber nicht nur) im Bereich der grenzüberschreitenden Kriminalität.
Die Organisation der Polizei ist sehr verschieden.

## Geschichte
Etymologisch stammt der Begriff Polizei von altgriechisch πόλις polis, „Stadt“, ab. Die Ableitung πολιτεία politeía, „Staatsverwaltung“, wurde im Spätlatein erst als politia übernommen, später änderte sich die Schreibweise zu policia. Dieser Begriff bezeichnete außerhalb Griechenlands zunächst als Modewort der Römer die gesamte öffentliche Verwaltung (heute noch etwa in den Begriffen „baupolizeilich“ und „feuerpolizeilich“ erkennbar). Seit dem Mittelalter wurde gute Policey als Ausdruck für eine gute Verwaltung verwendet. Damit wurde eine auf möglichst alle Lebensbereiche sich erstreckende, sowohl fürsorgliche (Wohlfahrtsstaat) als auch repressive Tätigkeit eines allzuständigen Staates verstanden. Hierzu zählt etwa die sogenannte Gesundheitspolizei oder Sanitätspolizei.
Erst als sich der Staat tatsächlich in viele Lebensbereiche ausweitete, kam als Gegenbewegung der Liberalismus auf. Die uneingeschränkte Zuständigkeit des Staates für das Wohl des Einzelnen wurde nun bestritten und in der Kritik dessen repressives Element in den Vordergrund gerückt. Der Staat habe nur noch vor Eingriffen in Freiheit und Eigentum zu schützen, dem Bürgertum im Übrigen aber die Verantwortung für die Entfaltung der eigenen Persönlichkeit selbst zu überlassen (Nachtwächterstaat). Seitdem wird unter dem Begriff des „Polizeistaates“ ein übermäßig repressiver Staat verstanden.
Die ursprünglich abwertende, heute aber allgemein umgangssprachliche Bezeichnung „Bulle“ hat ihren Ursprung in der Rotwelsch-(Gauner)-Sprache: dort wird ein Polizist als „Puhler“ bezeichnet.

## Einzelne Staaten

### Australien
Die australische Polizei ist zweistufig gegliedert: Die Polizeien der Bundesstaaten und die seit 1979 bestehende Australian Federal Police (AFP).

### Belgien
Die belgische Polizei besteht aus der Föderalen Polizei (Federale Politie, Police Fédérale) und der Lokalen Polizei (Lokale Politie, Police Locale).

### China
Nach dem Polizeigesetz von 1995 besteht die chinesische Polizei im engeren Sinne aus fünf Polizeiorganen: der öffentlichen Sicherheits- und der Staatssicherheitspolizei, der Gefängnispolizei, der Gerichtspolizei und der Polizei der Volksstaatsanwaltschaften. Größter Polizeikörper ist die öffentliche Sicherheitspolizei mit 1,9 Millionen Beschäftigten.

### Deutschland

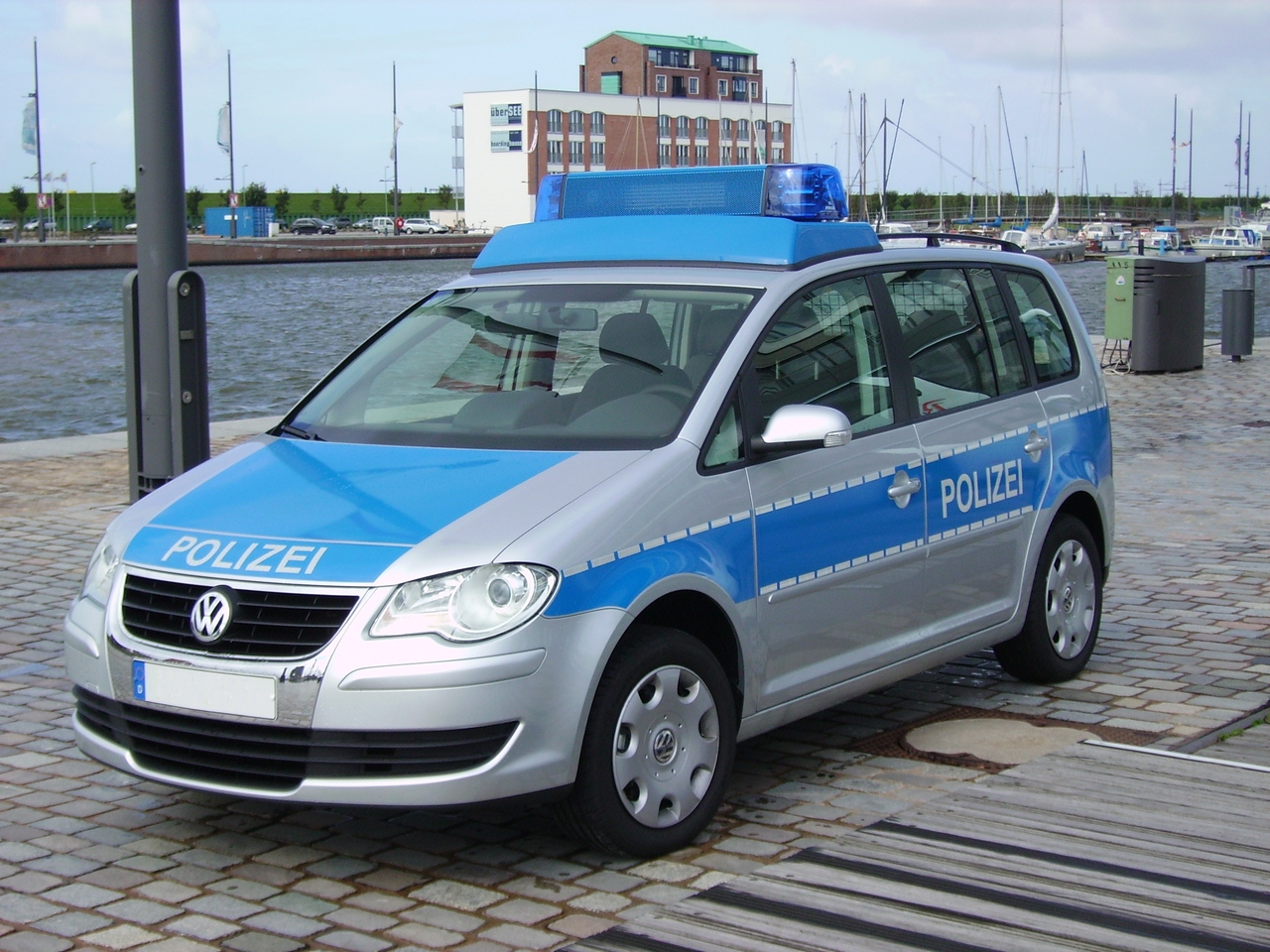
Streifenwagen der Polizei in Bremerhaven

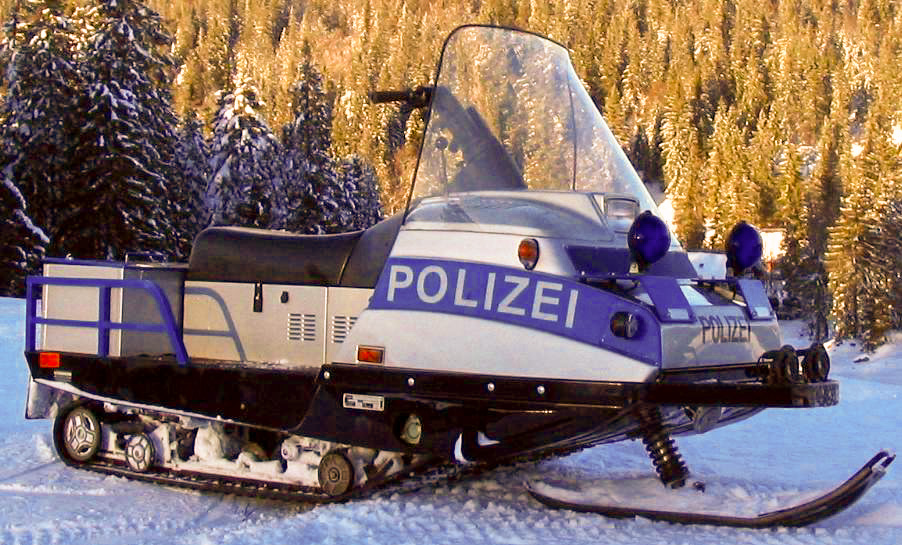
Schneemobil der Polizei Baden-Württemberg, am Feldberg eingesetzt

In Deutschland unterteilen sich die Polizeibehörden in Schutz-, Bereitschafts- und Kriminalpolizei. Nicht im engeren Sinne zur Polizei zählen allgemeine und spezielle Ordnungsbehörden, selbst wenn sie teilweise noch den Polizeibegriff aufnehmen (z. B. Marktpolizei, Baupolizei, Feuerpolizei). Die uniformierte Polizei und die Kriminalpolizei bilden den Polizeivollzugsdienst, die übrigen Behörden werden als Polizeibehörden bezeichnet. Dieses Einheitssystem ist vom Trennungssystem zu unterscheiden. Im Trennungssystem übernehmen Verwaltungsbehörden die Aufgabe der Gefahrenabwehr. Die Polizei im institutionellen Sinne handelt nur noch subsidiär, wenn die Verwaltungsbehörde nicht oder nicht rechtzeitig eingreifen kann. Die Verwaltungsbehörden sind meist bei den Städten und Gemeinden angesiedelt und werden Ordnungsbehörden, Polizeibehörden oder Sicherheitsbehörden genannt. Die Ausgestaltung wird in den Kommunen sehr unterschiedlich gehandhabt, sie reicht von reiner Schreibtischarbeit bis hin zu stadtpolizeiähnlich ausgerüsteten Vollzugsdiensten wie in Darmstadt (Kommunalpolizei Darmstadt), Düsseldorf oder Frankfurt am Main (Stadtpolizei Frankfurt am Main).
Da das Polizei- und Ordnungsrecht Ländersache ist, variiert die Ausgestaltung in den einzelnen Ländern. So besteht in Nordrhein-Westfalen eine strikte Trennung, in Baden-Württemberg besteht der Unterschied nur darin, dass der Polizeivollzugsdienst für sofortige Maßnahmen und Ausführungsorgan der Polizeibehörde, die Polizeibehörden für längerfristige und Verwaltungsmaßnahmen zuständig sind. Der frühere deutsche Bundesgrenzschutz (heutige Bundespolizei) besaß bis 1994 Kombattantenstatus, nicht hingegen die Polizeibehörden der deutschen Länder, wenngleich dies Gegenstand politischer Auseinandersetzungen war. Polizeibeamte werden auch im Rahmen von Missionen der EU, UN und OSZE im Ausland eingesetzt (etwa im Kosovo).
Die Bundespolizei (BPOL), bis 30. Juni 2005 unter dem Namen Bundesgrenzschutz, ist eine Polizei des Bundes. Sie gehört zum Geschäftsbereich des Bundesministeriums des Inneren. Ihre Aufgaben und Befugnisse richten sich nach dem Bundespolizeigesetz (BPolG). Weitere Polizeibehörden des Bundes sind das Bundeskriminalamt (BKA) und die Polizei beim Deutschen Bundestag.
Die Feldjägertruppe der Bundeswehr nimmt militärpolizeiliche Aufgaben wahr; sie ist jedoch klar von den Polizeien der Länder und der des Bundes abzugrenzen. Feldjäger besitzen im Frieden keine Weisungsbefugnis gegenüber Nicht-Bundeswehrangehörigen, es sei denn, es ist zur primären Aufgabenerfüllung zwingend notwendig (z. B. Einrichten eines militärischen Sicherheitsbereichs, etwa nach dem Absturz eines Bundeswehrhubschraubers) oder die Personen halten sich in einem militärischen (Sicherheits-)Bereich auf. Seit der Teilnahme der Bundeswehr an internationalen Auslandseinsätzen nehmen die Feldjäger/Militärpolizei durchaus Polizeiaufgaben wahr. Das Erscheinungsbild hat sich dahingehend geändert, dass sie alternativ zu der Armbinde mit der Aufschrift Feldjäger, eine schwarze Armbinde mit einem weißen „MP“ (Military Police) tragen. Des Weiteren wird in Anbetracht von Terrorbedrohung seit langem diskutiert, die Bundeswehr bei schweren Gefahrensituationen möglicherweise auch im Inland einzusetzen.
Die Ordnungsbehörden (in Bayern: Sicherheitsbehörden) können hingegen, je nach zugrunde liegendem Polizeibegriff, zur Polizei gezählt werden. Sie haben nämlich wie die Polizei die Aufgabe, Gefahren für die öffentliche Sicherheit oder Ordnung abzuwehren. Damit erfüllen sie den materiellen Polizeibegriff und übernehmen die Funktion einer Verwaltungspolizei. Sie sind mit ähnlich weitreichenden Befugnissen wie die Polizei ausgestattet.
Die bundesweite Vorbeugung gegen Straftaten wird von der Polizeilichen Kriminalprävention der Länder und des Bundes mit Sitz der Zentralen Geschäftsstelle in Stuttgart gesteuert.
Der Polizeivollzugsdienst ist in Deutschland auch Wehrersatzdienst. Bis in die 1970er Jahre gab es beim Bundesgrenzschutz anstelle der Wehrpflicht die Grenzschutzdienstpflicht. Die Wehrpflicht war nach Ableistung der Grenzschutzdienstpflicht erfüllt und umgekehrt.
Im Rahmen der Eilzuständigkeit vertritt die deutsche Polizei auch Interessen anderer Ämter.

### Estland
In Estland sind die Aufgaben der Polizei mit denen des Grenzschutzes im Polizei- und Grenzschutzamt vereinigt.

### Frankreich

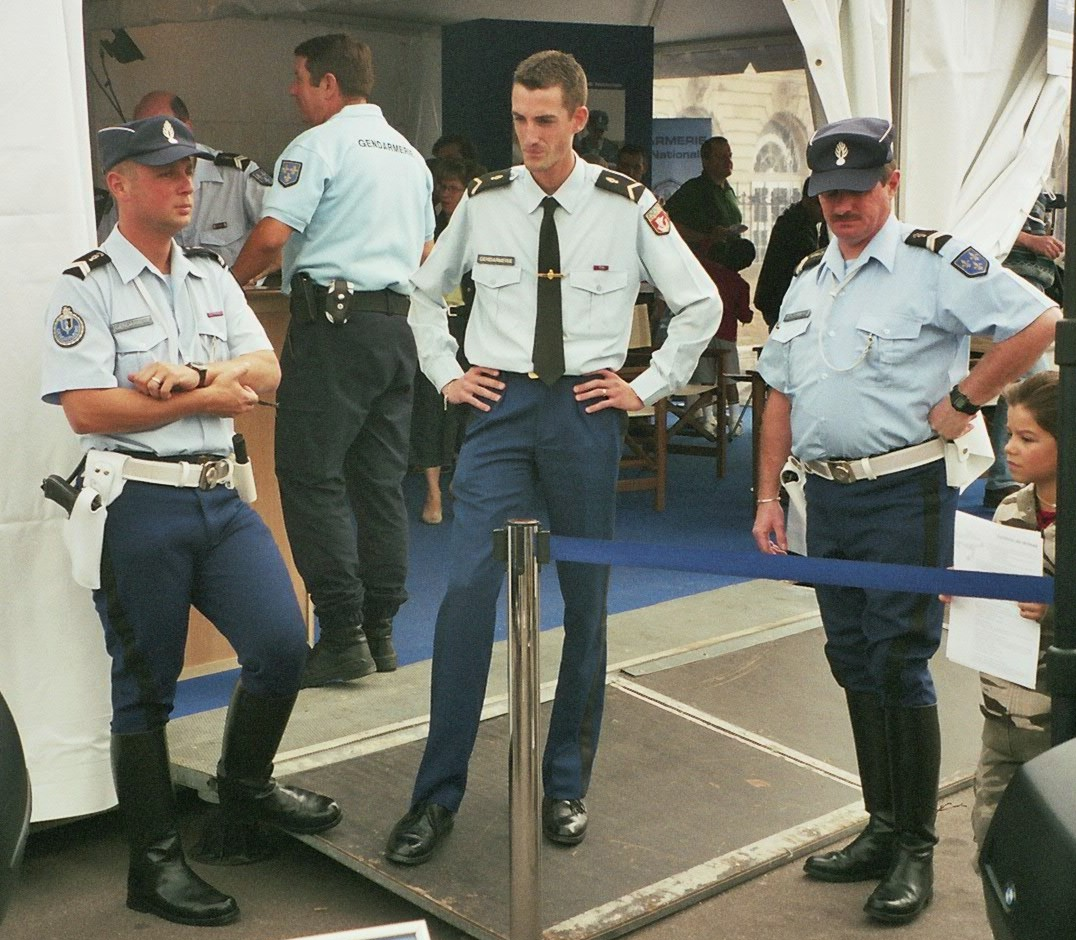
Französische Gendarmerie

In Frankreich sind die Polizeiaufgaben auf drei Behörden aufgeteilt: Es existieren die beiden zivilen Polizeibehörden Nationalpolizei (Police nationale) auf nationaler Ebene, die dem Innenministerium untersteht, und die Gemeindepolizei (Police municipale), die dem Bürgermeister untersteht. Ferner gibt es in ländlichen Gemeinden oft eine Garde champêtre (Feldhüter), welche für den Feldschutz und den Umweltschutz zuständig ist. Daneben gibt es die militärisch organisierte Gendarmerie nationale, die bis 2009 dem Verteidigungsministerium unterstellt war und seit dem 1. Januar 2009 ebenfalls dem Innenministerium unterstellt ist. Die Polizei der Gemeinden hat nur eingeschränkte Rechte und darf in der Regel nur Ortsrecht und die Einhaltung von Verkehrsvorschriften überwachen.

### Israel
In Israel untersteht die Polizei nicht dem Innenministerium, sondern dem Ministerium für innere Sicherheit.

### Italien

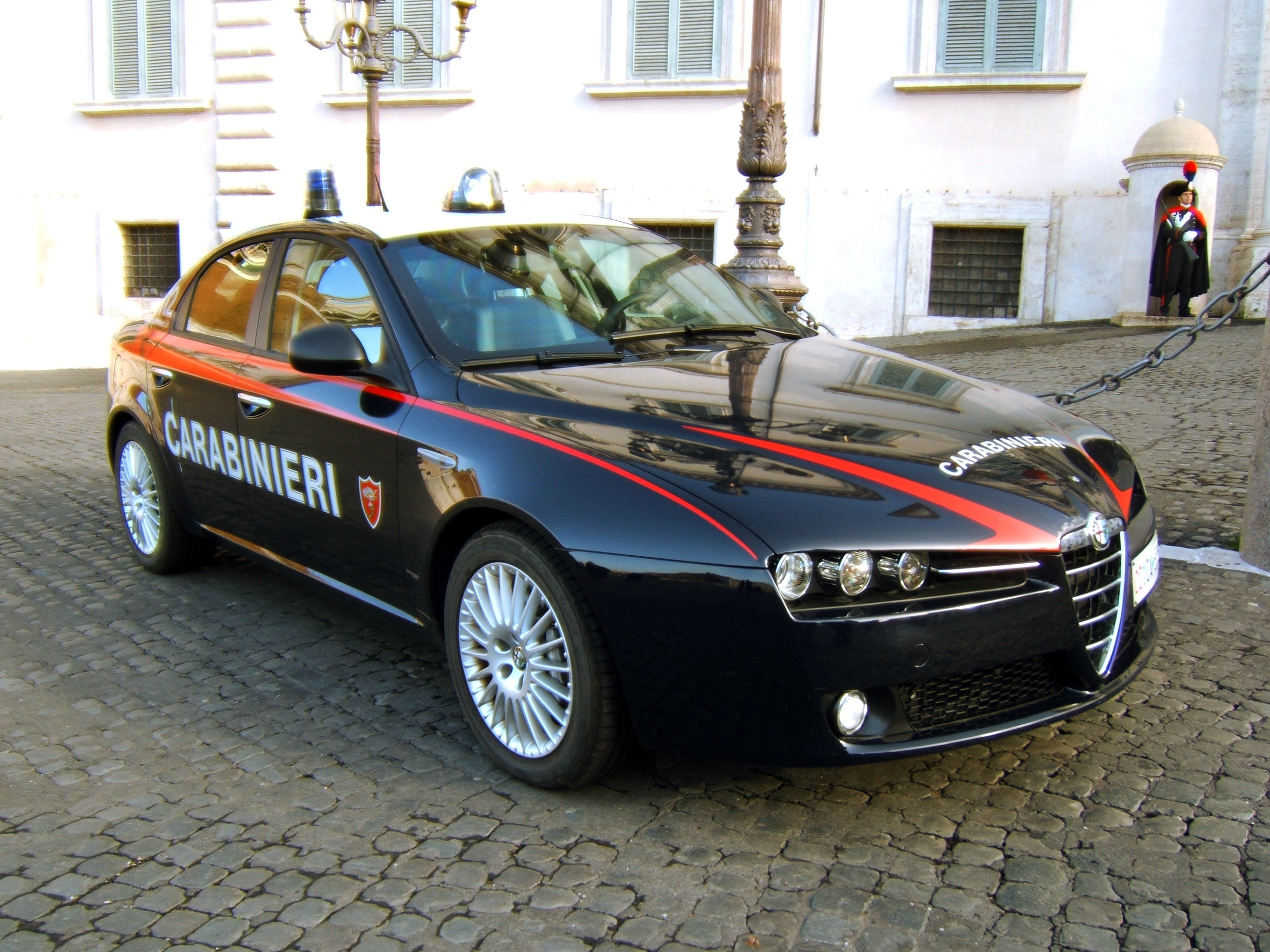
Einsatzfahrzeug der Carabinieri in Rom (Italien)

Italien hat kein föderal gegliedertes Polizeisystem, sondern unterhält mehrere nationale Polizeikörper mit sich teilweise überschneidenden Zuständigkeiten, auch um Machtkonzentrationen in einer Hand oder in einem Ministerium zu verhindern. Dem Innenministerium untersteht die zivile Staatspolizei (Polizia di Stato), die hauptsächlich in größeren Städten operiert. Die Carabinieri unterstehen als vierte Teilstreitkraft dem Verteidigungsministerium und versehen nach Weisung des Innenministeriums Polizeidienst. Sie haben vor allem auf dem Lande ein dichtes Netz von Wachstationen. Eine dritte nationale Polizeitruppe ist die Guardia di Finanza, eine militärisch organisierte Finanz- und Zollpolizei, die dem Ministerium für Wirtschaft und Finanzen untersteht und für die Bekämpfung der Wirtschaftskriminalität zuständig ist. Sie ist vor allem auch im Bereich Steuer- und Zollfahndung tätig.
Auf lokaler Ebene gibt es die oftmals Gemeindepolizeien (Polizia Municipale), die sich hauptsächlich um die Regelung des örtlichen Straßenverkehrs kümmern.

### Kanada

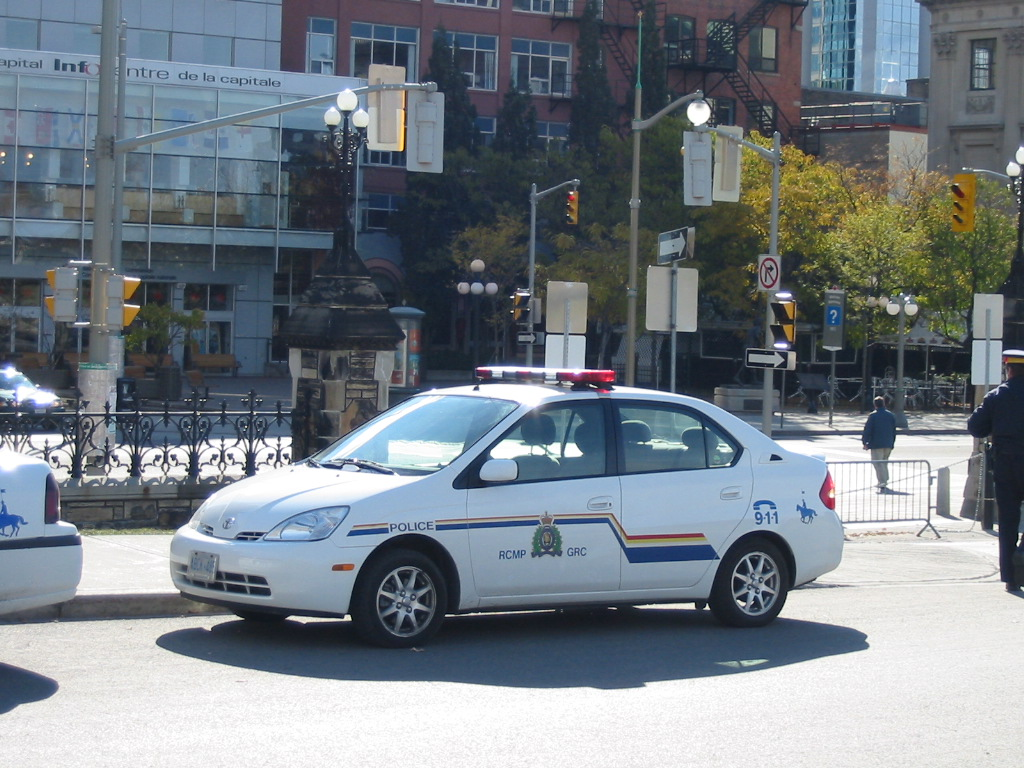
Ein Fahrzeug der Royal Canadian Mounted Police in der Hauptstadt Ottawa

Die Royal Canadian Mounted Police (Abkürzung RCMP, deutsch etwa „königliche kanadische berittene Polizei“, umgangssprachliche Kurzbezeichnung Mounties, französisch Gendarmerie royale du Canada, GRC) ist die nationale Polizei Kanadas, die im Auftrag der Provinzen (außer Ontario und Québec) und Territorien sowie vieler Gemeinden auch lokale Aufgaben wahrnimmt. Die beiden größten Provinzen verfügen hierfür mit der Ontario Provincial Police (OPP) bzw. der Sûreté du Québec über eigene Provinzpolizeien, dort beschränkt sich der Auftrag der RCMP auf den Schutz von Bundeseinrichtungen.
Daneben gibt es Polizeibehörden auf Provinzebene (z. B. British Columbia Sheriff Service, Royal Newfoundland Constabulary) und auf regionaler oder örtlicher Ebene (z. B. Toronto Police Service, York Regional Police). Ferner gibt es auf Bundesebene Polizeibehörden mit speziellen Aufgaben (z. B. Parks Canada Warden). Ähnlich den Vereinigten Staaten existieren für die Gebiete von Indianerstämmen und anderen Ureinwohnern eigene Polizeibehörden. Die beiden großen privaten Eisenbahngesellschaften (CP und CN) verfügen über je eine eigene Polizei zur Sicherung ihrer Einrichtungen. Einige Nahverkehrbetreiber sowie manche Universitäten haben eigene Hilfspolizeien (sogenannte Special Constables) eingerichtet.

### Kosovo
Die Polizei des Kosovo ist ein seit 1999 existierender Wachkörper im Kosovo mit ungefähr 9000 Angestellten. Etwa 85 Prozent der kosovarischen Polizisten sind Albaner, 15 Prozent sind Serben oder gehören einer anderen ethnischen Minderheit an.

### Liechtenstein
Die Landespolizei ist die einzige Polizei in Liechtenstein. Sie ist auch für den Betrieb des einzigen Gefängnisses verantwortlich.

### Litauen
Das Polizeidepartement am Innenministerium Litauens ist ein leitendes Bindeglied zwischen allen litauischen Polizeistrukturen mit insgesamt 16 unterstellten Unterbehörden.

### Niederlande
In den Niederlanden ist die Polizei seit Anfang des Jahres 2013 zentral organisiert (Nationale Politie). Vorher war sie in 25 Polizeiregionen (politieregios) eingeteilt, die je über ein Regionalkorps (regiokorps) verfügten. Die Leitung der regionalen Polizei oblag einem Korpschef, der von einem Regionalvorstand unterstützt wurde, dem auch Vertreter der örtlichen Stadtverwaltungen und der Justiz angehörten. Daneben gab es ein Landespolizeikorps (Korps Landelijke Politiediensten – KLPD), das für Verkehrsbelange auf überörtlichen Straßen, die Bekämpfung der Organisierten Kriminalität und andere übergreifende Aufgaben zuständig war.
Die niederländische Gendarmerie, Koninklijke Marechaussee genannt, gehört organisatorisch als eigene Teilstreitkraft in den Zuständigkeitsbereich des Verteidigungsministeriums, untersteht aber bei der Ausübung ihrer polizeilichen Aufgaben auch anderen Ministerien.

### Österreich

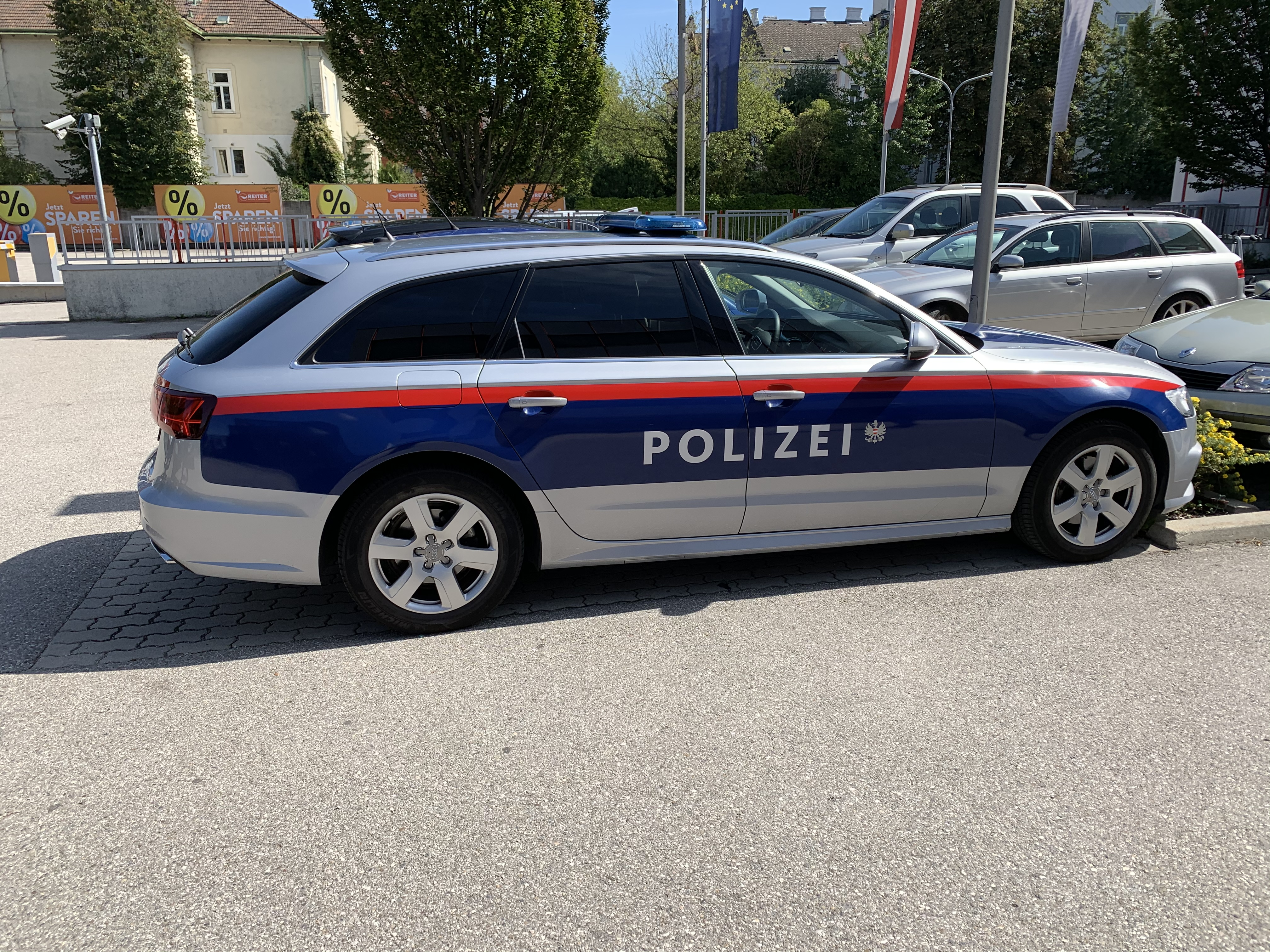
Streifenwagen Audi A6 der österreichischen Bundespolizei

In Österreich gliedert sich die Exekutive seit dem 1. Juli 2005 in den Wachkörper Bundespolizei, die Justizwache, örtliche Sicherheitswachen sowie die Militärstreife. Der Begriff Bundespolizei selbst bezeichnet den Wachkörper Bundespolizei. Er ist dem Bundesminister für Inneres und den anderen Sicherheitsbehörden unterstellt, die Justizwache dem Bundesminister für Justiz.
Für das Gebiet einer Gemeinde, in der die Landespolizeidirektion nicht zugleich Sicherheitsbehörde I. Instanz ist, darf von einer Gemeinde oder einer anderen Gebietskörperschaft ein Wachkörper errichtet werden.
Seit dem 1. Juli 2005 werden die Aufgaben von Bundessicherheitswachekorps und dem Kriminalbeamtenkorps sowie der Bundesgendarmerie vom Wachkörper Bundespolizei wahrgenommen. Der neue einheitliche Name lautet Bundespolizei, auf den Uniformen und Fahrzeugen steht jedoch lediglich Polizei. Daneben gibt es auch noch das Bundeskriminalamt (.BK).

### Osttimor

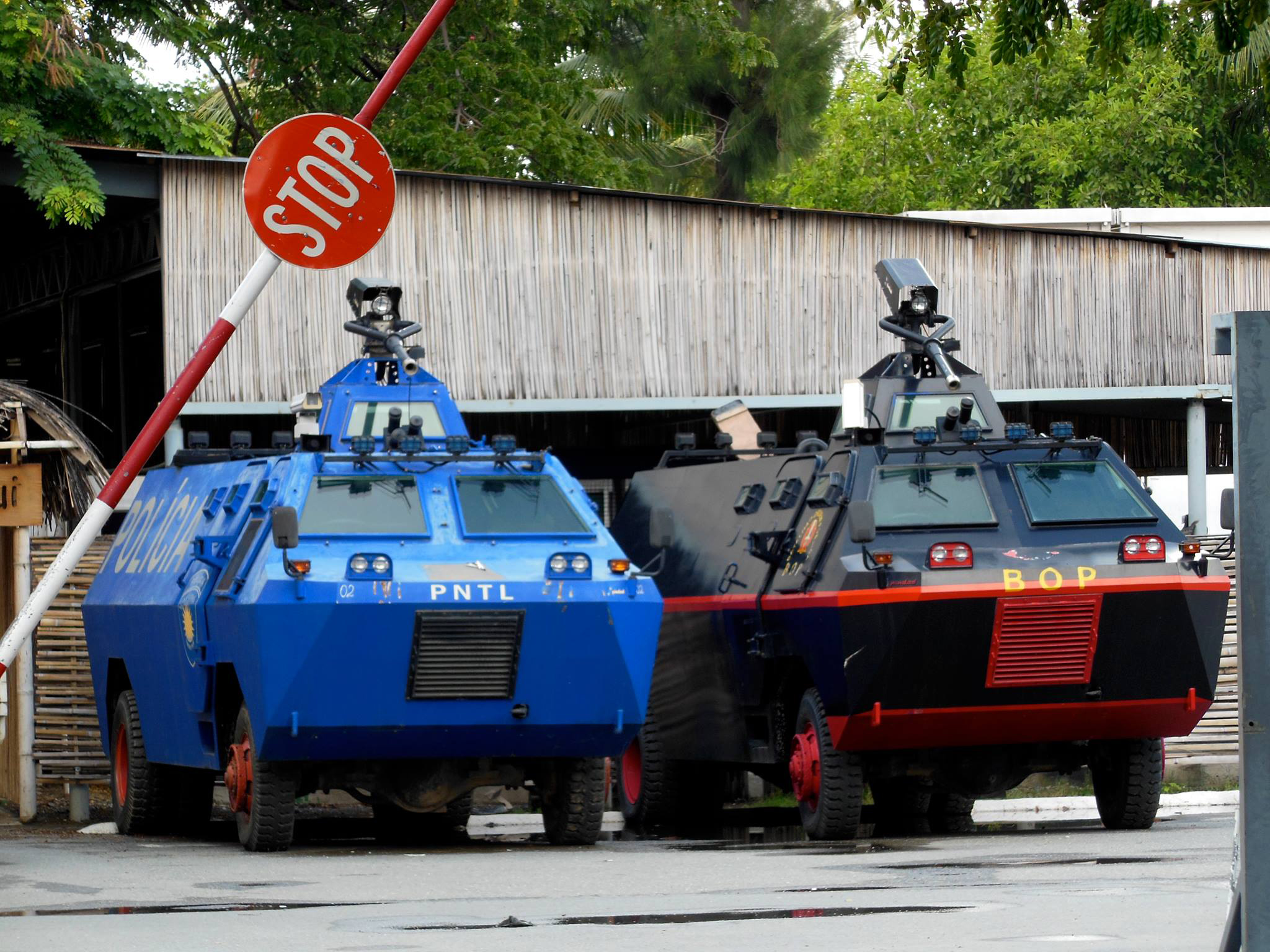
Osttimoresische Polizeiposten mit gepanzerten Fahrzeugen

Die Nationalpolizei Osttimors wurde mit Hilfe der Vereinten Nationen ab 1999 aufgebaut. Während der Unruhen in Osttimor 2006 wurde sie als Partei in den Konflikt hineingezogen. Die UN-Polizei übernahm wieder die Aufgabe im Land für Ruhe und Ordnung zu sorgen. Nach und nach wurden die einzelnen Distrikte wieder an die Nationalpolizei übergeben. Seit 2011 trägt sie wieder die volle Verantwortung. Die letzten internationalen Sicherheitskräfte verließen 2013 Osttimor.

### Palau

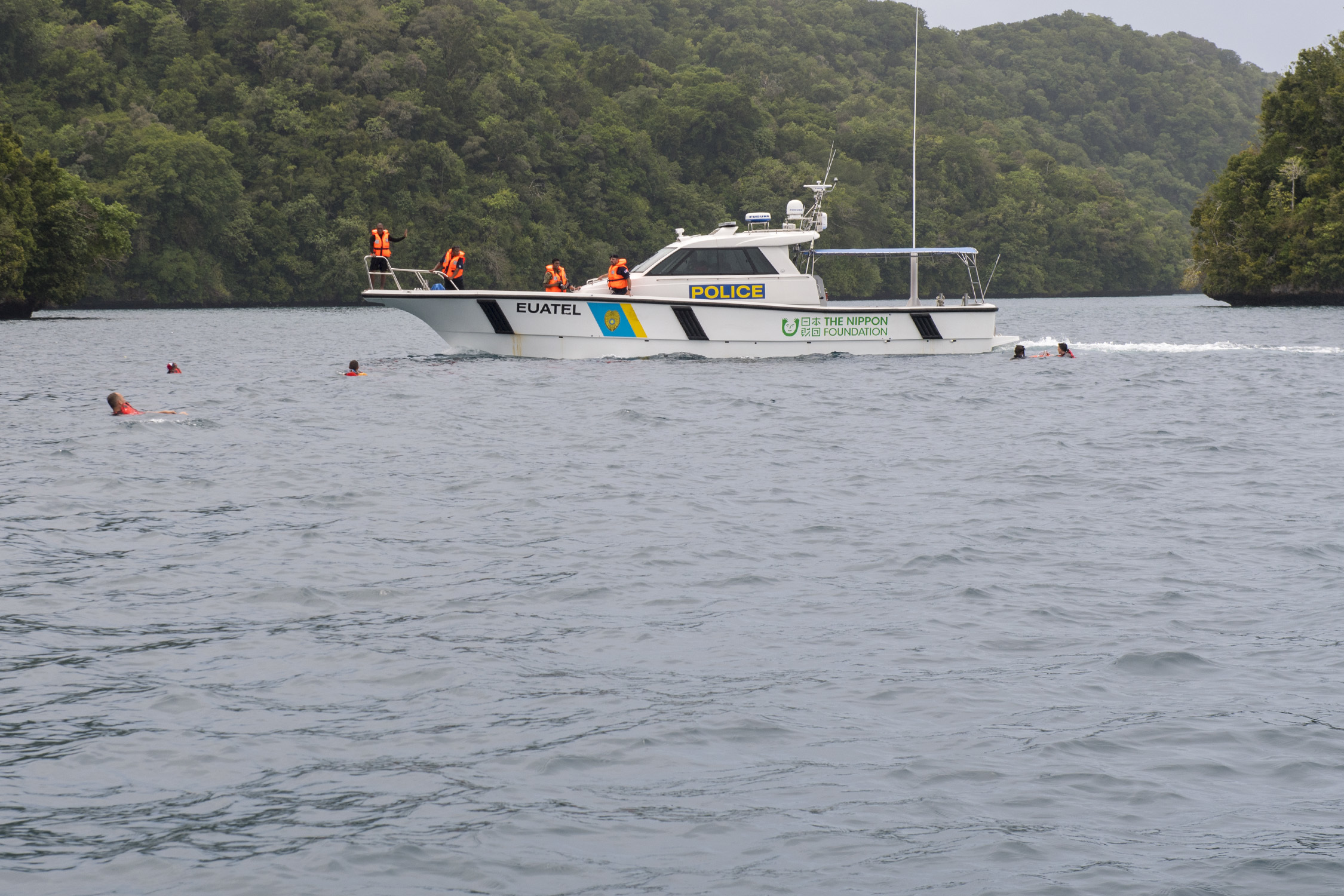
Die Euatel, Kabekl M’tal und Bul sind die Fischereischutzboote von Palau.

Die Palau Police mit dem Palau Bureau of Public Division of Marine Law Enforcement (DMLE) ist verantwortlich für See-Überwachung, Fischereischutz und Such- und Rettungsmissionen in Palaus Küstenmeer und seiner Ausschließlichen Wirtschaftszone (EEZ, 200 nm um die Inseln).

### Polen
Die Polizei in Polen ist dem polnischen Innenministerium unterstellt, zentral organisiert und hat regionale Kommandanturen in allen Woiwodschaften. Neben der nationalen Polizei werden einige polizeiliche Aufgaben auch von der Stadtpolizei (Straż Miejska, deutsch Stadtwache) wahrgenommen, die kommunal organisiert ist.

### Russland
Am 1. Mai 2011 trat in Russland ein Gesetz in Kraft, welches eine umfassende Reform der Miliz abschloss und nach welcher die Miliz in Polizei umbenannt wurde (russisch Полиция).
Die Miliz (jetzt Polizei) bestand bzw. besteht aus zwei Gruppen, der Miliz für öffentliche Sicherheit und der Kriminalmiliz. Beide Gruppen unterscheiden sich in ihrer Funktion, der Leitung und der Finanzierung. Während Personalausstattung und Finanzierung der ersten Gruppe von den örtlichen Behörden getragen werden, ist für die Kriminalpolizei die russische Regierung zuständig.
Miliz (russisch Милиция) war in Russland und ist in einigen anderen Nachfolgestaaten der ehemaligen Sowjetunion die Bezeichnung für die Polizei.

### Schweden

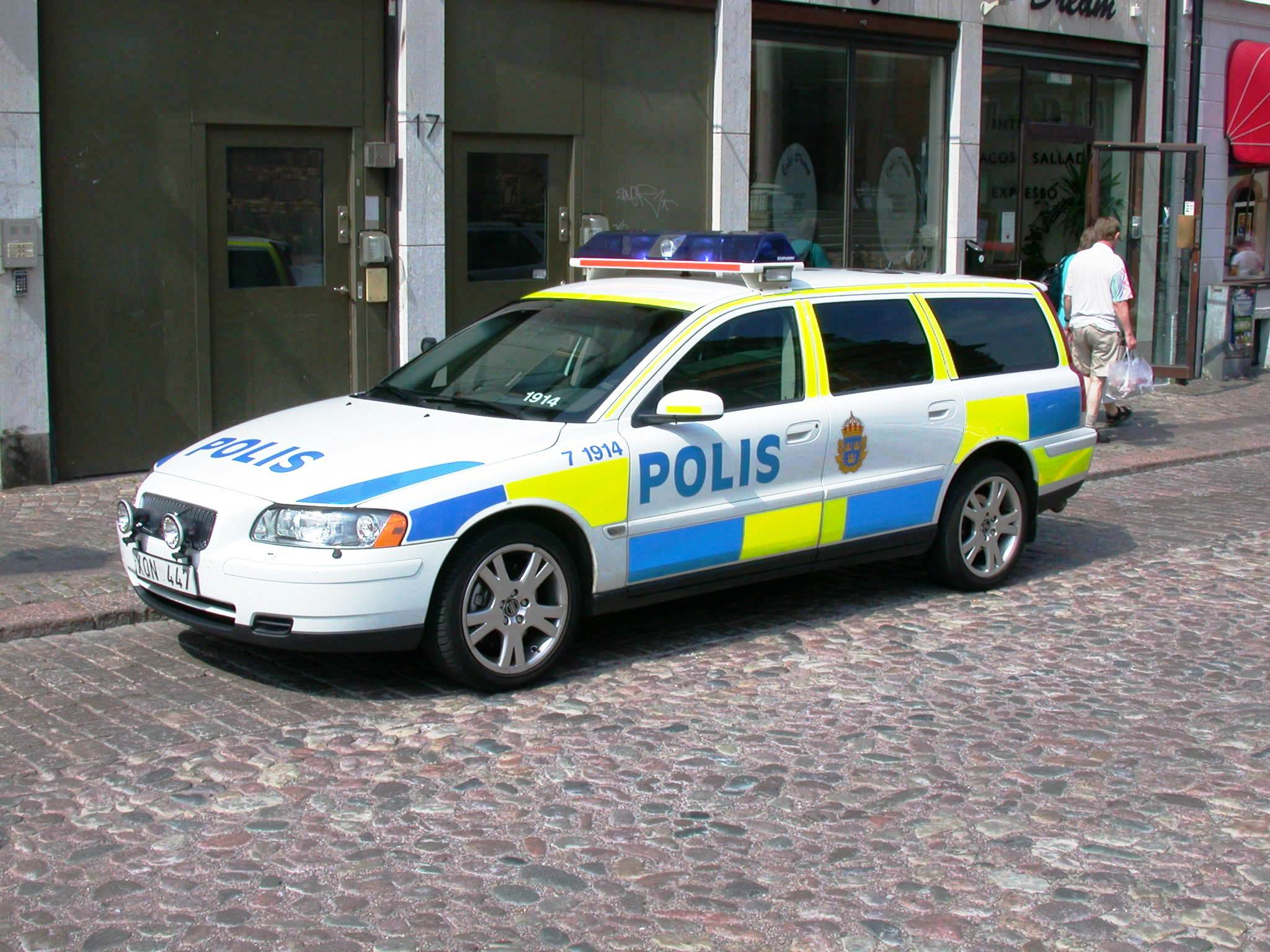
Schwedisches Polizeifahrzeug

Das schwedische Polizeisystem ist zentralistisch aufgebaut und dem Justizministerium unterstellt. Die Polizei (schwedisch polisen) besteht organisatorisch aus zwei Bereichen:
- Rikspolisstyrelsen (RPS) oder kurz Rikspolisen (Reichspolizei) ist die zentrale Verwaltungs- und Aufsichtsbehörde. Sie kann in etwa mit dem deutschen Bundeskriminalamt gleichgesetzt werden. Die Behörde mit Sitz in Stockholm wurde 1964 gegründet und wird von einem Reichspolizeichef (Rikspolischef) geleitet, der direkt von der Regierung benannt wird.
- Polismyndighet (Polizeibehörde), die eigentliche Polizei, ist auf die 21 Provinzen aufgeteilt. Jede Provinz entspricht einem Polizeidistrikt. Dieser wird von einem Länspolismästare geleitet. Die größte Polizeibehörde findet sich in Stockholms län mit 6.700 Angestellten, von ihnen 5.000 Polizisten. Die kleinste Behörde ist die des Gotlands län mit 140 Angestellten, von denen 99 Polizisten sind.[3]

Außerdem existiert mit der Säkerhetspolis (Sicherheitspolizei) ein Nachrichtendienst, der direkt dem Rikspolisstyrelse unterstellt ist.

### Schweiz

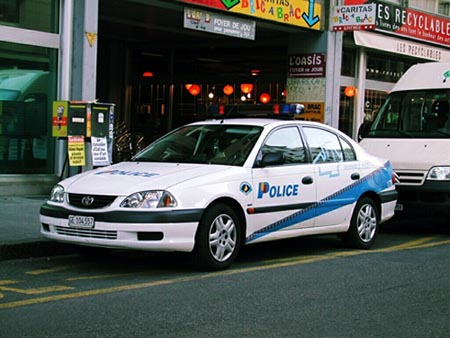
Streifenwagen aus Genf

In der Schweiz gliedert sich die Polizei in das Bundesamt für Polizei, die Kantonspolizeien und die Stadt-/Gemeindepolizeien. Eine Abteilung der Kantonspolizei ist die Seepolizei. Das Grenzwachtkorps, das der Oberzolldirektion und somit dem Finanzdepartement untersteht, ist inzwischen mit teilweise parallelen polizeilichen Kompetenzen ausgestattet worden. Die Bundespolizei verfügt über keine eigenen uniformierten Organe. Einzig Kantone und Gemeinden besitzen eine eigene Polizeitruppe. Im Weiteren gibt es das Polizeikorps der SBB, die Bahnpolizei, das aber eine privatrechtliche (Aktiengesellschaft) Organisation ist.

### Slowakei
In der Slowakei nimmt das zentralistisch und dem Innenministerium unterstehende Polizeikorps der Slowakischen Republik (Policajný zbor Slovenskej republiky) Polizeiaufgaben wahr. Daneben bestehen auch Stadt- und Gemeindepolizeien und die Militärpolizei.

### Spanien

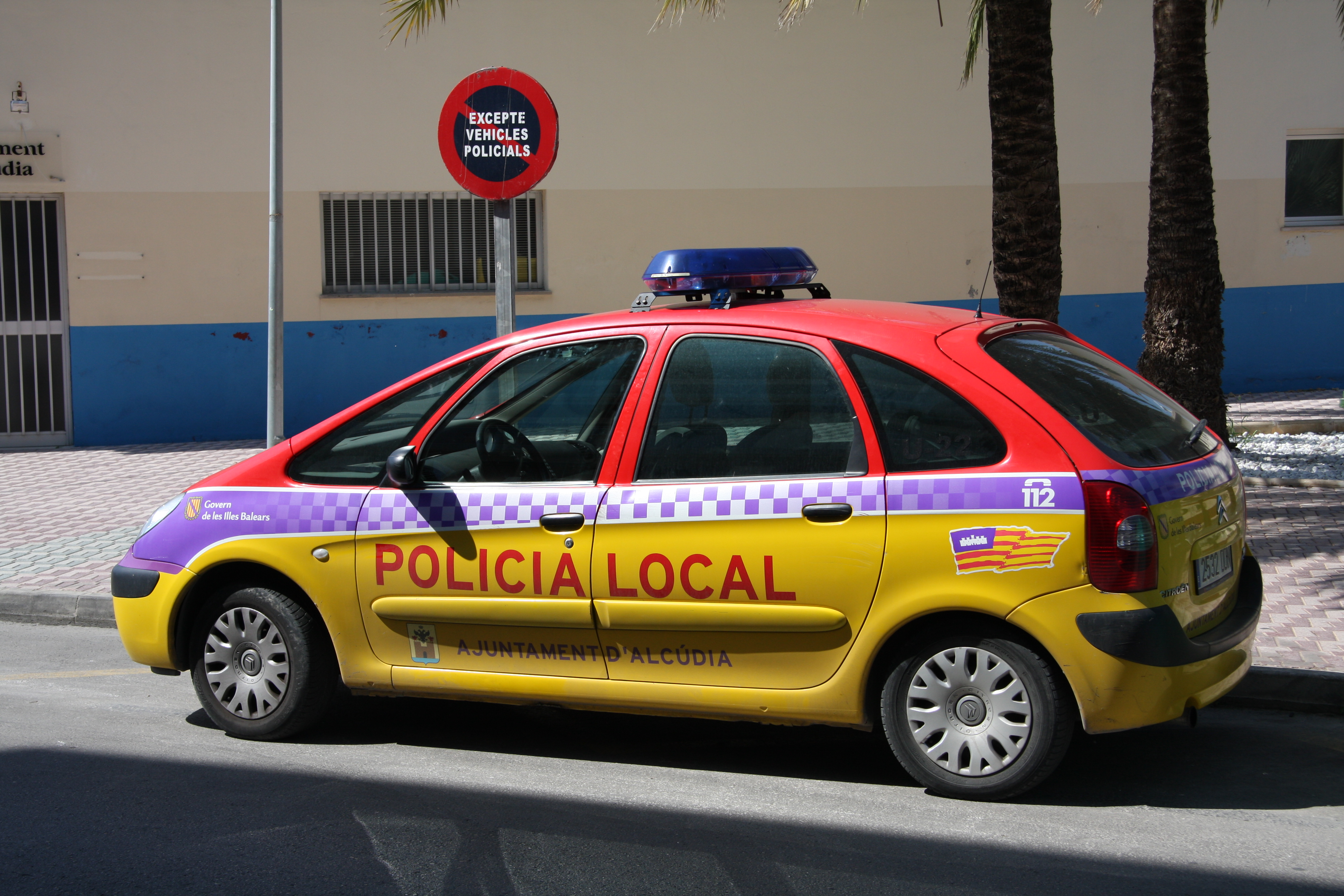
Fahrzeug der Gemeindepolizei von Alcúdia auf Mallorca (Spanien)

Das Polizeisystem Spaniens ist aufgrund der politischen Gliederung Spaniens komplex. Sie umfasst im Wesentlichen vier Arten von Polizeikörpern:
1. die gleichermaßen dem Verteidigungs- und Innenministerium unterstehende und militärisch organisierte Guardia Civil,
2. die gesamtstaatliche Nationalpolizei (Cuerpo Nacional de Policía – CNP) des Innenministeriums,
3. die Polizeien der Autonomen Gemeinschaften (Policía Autonómica), die bislang im Baskenland, in Katalonien und in Navarra aufgestellt wurden,
4. sowie die Gemeinde- und Stadtpolizeien (Guardia Urbana, Policía Local oder Policía Municipal genannt).

### Tschechien
Die staatliche Polizei der Tschechischen Republik untersteht dem Innenminister. Ihm ist das Polizeipräsidium der Tschechischen Republik untergeordnet. Die Polizei unterteilt sich in Abteilungen mit Wirkungskraft auf dem gesamten Staatsgebiet und Abteilungen mit regional begrenztem Wirkungsbereich. Im Einzelnen bestehen Dienststellen der Ordnungspolizei, der Kriminalpolizei, der Verkehrspolizei, Dienststellen für die Verwaltung, den Schutzdienst, für die Aufdeckung von Korruptionen und schweren wirtschaftlichen Straftaten, für die Fremden- und Grenzpolizei, Einheiten für den schnellen Einsatz und der Flugdienst.
Als polizeiliche Aufgaben gelten die Sicherstellung der öffentlichen Ordnung, Bekämpfung des Terrorismus, Aufdeckung von Straftaten, Sicherstellung der Täter, Ermittlungen von Straftaten, Schutz der Staatsgrenzen, Schutz der Verfassungsfaktoren der Tschechischen Republik, Schutz der vertretenden Ämter, Schutz der Objekte des Parlamentssitzes, des Präsidenten der Republik, des Verfassungsgerichtes, des Außenministeriums, des Innenministeriums und weiterer besonders bedeutenden Objekte, Aufsicht über die Sicherheit und Kontinuität des Straßenverkehrs mit Aufdeckung der Verstöße, Verkündung der Ermittlungen auf dem ganzen Gebiet der Tschechischen Republik und Erfüllung der Aufgaben der Staatsverwaltung.
Daneben bestehen kommunale Polizeibehörden, deren Tätigkeit eher mit derjenigen von Ordnungsdienststellen in Deutschland vergleichbar ist.

### Vereinigtes Königreich
Im Vereinigten Königreich Großbritannien und Nordirland ist die Polizei nicht einheitlich organisiert. Sie ist historisch wie in Frankreich zum Teil zivil und zum Teil militärisch gewachsen. Die Mehrheit der Polizeien sind Territorial police forces, die für einzelne Regionen des Vereinigten Königreichs zuständig sind und oft aus historischen Vorgängerorganisationen entstanden sind. Rechtliche Grundlagen sind der Police Act 1964 (in England and Wales), der Police (Scotland) Act 1967 und der Police (Northern Ireland) Act 2000. Daneben gibt es nationale Polizeien mit besonderen Aufgaben wie die British Transport Police und auch private constabularies, die aufgrund historischer Rechte oder auf Grund des Common Law Polizei- oder Sicherheitsdienstaufgaben ausüben.
Uniformen und Farben der Einsatzfahrzeuge unterscheiden sich allerdings nur im Verwendungszweck (Verkehrspolizei, Personenschutz für das Diplomatische Corps ausländischer Nationen in Großbritannien, Schutzpolizei etc.), nicht aber in ihrer administrativen Zugehörigkeit voneinander.
Die international wohl bekannteste Polizei Großbritanniens ist die MET, die Metropolitan Police Service in London, die ihr Hauptquartier seit ihrem Umzug im Jahre 1967 im New Scotland Yard hat und knapp 32.000 Polizisten in zivilen Diensten (wie den Kriminalpolizeien) und uniformierten Diensten (wie der Schutzpolizei) beschäftigt. Es gibt auch kleinere Polizeien in Großbritannien mit nur rund einem Dutzend Mitarbeiter, die aber formal jeder anderen Polizei innerhalb des Königreiches gleichgestellt sind.

### Vereinigte Staaten
In den Vereinigten Staaten ist die Polizeigewalt auf vielen verschiedenen Ebenen des föderalen Systems verteilt. Auf Bundesebene ist das FBI für die Aufklärung von Straftaten, die gegen Bundesgesetze begangen wurden, zuständig. Diese betreffen hauptsächlich Gebiete von zwischenstaatlichem Handel sowie organisiertes Verbrechen, aber auch die solcher Straftaten wie Entführungen.
Auf Staatsebene gibt es die Staatspolizei (State Police). Auf der Ebene der Countys bzw. Districts sind die Sheriffs für alles zuständig, was sich außerhalb von Städten und inkorporierten Gemeinden ereignet. Allerdings gibt es auch Städte und Gemeinden mit Sheriffs, die sich in Districts und Countys befinden, für die wieder ein eigener Sheriff oder Polizeien zuständig sind. Dasselbe gibt es auch umgekehrt. Der Sheriff wird direkt von der Bevölkerung gewählt, die Wahlperiode ist regional unterschiedlich (12 Monate bis 4 Jahre). Zur Wahl stellen kann sich jeder US-Bürger. Der Sheriff ist berechtigt, einen Teil seiner Aufgaben an Hilfskräfte (Deputies) zu delegieren.
Zusätzlich zu dem Umstand, dass jede Gemeinde, jede Stadt (manchmal sogar jeder Stadtteil), jeder Landkreis und jeder Staat in den USA eine eigene Polizei hat, hat auch fast jedes Ministerium und fast jede Behörde eine eigene Abteilung mit den Befugnissen und Möglichkeiten einer Polizei, von den (durchaus bewaffneten) Brandermittlungsteams der Berufsfeuerwehr in Chicago, über die ebenfalls bewaffneten Ermittler der Post, die Ermittlungsbehörden von Zoll, Finanzbehörden, Marine, Heer, Luftwaffe, Marineinfanterie, Hafenbehörden, Verkehrsministerium, Handelsministerium und so weiter. Insgesamt koexistieren in den USA etwa 16.000 Polizeien.
Entgegen dem von Hollywood vermittelten Klischee funktioniert die Zusammenarbeit zwischen diesen Polizeien jedoch im Allgemeinen sehr gut und wurde mit der Gründung des Ministeriums für Innere Sicherheit in der Folge der Terroranschläge am 11. September 2001 nur noch verbessert.
Der Begriff „Polizei“ (Police) wird allerdings am ehesten für die von den Kommunen angestellten Polizeikräfte verwendet. Gelegentlich haben Universitäten oder andere Behörden vom Parlament eines Bundesstaats oder vom Kongress die Vollmacht bekommen, eigene Polizeidienste zu unterhalten. Sowohl die örtliche Polizei der Städte als auch die Sheriffs und die besondere Polizei einer bestimmten Einrichtung haben nur eine strikt gebundene örtliche Jurisdiktion (zum Beispiel darf eine Universitätspolizei nur auf dem Campus der entsprechenden Universität einschreiten, die städtische Polizei nur innerhalb der Stadtgrenzen und so weiter). Durch besondere Vereinbarung können diese Bindungen gelockert werden (wenn zum Beispiel eine Stadt und eine Universität der jeweils anderen Vertragspartnerin das Recht einräumt, in begründeten Fällen auf dem jeweils anderen Gebiet tätig zu werden).

#### Bundesebene
Polizeigewalt haben die jeweils eigenen Militärpolizeien der Streitkräfte der Vereinigten Staaten. Es gibt jedoch auch Militärbehörden, deren Mitarbeiter den Status als Bundesagenten (federal agents) haben, dies sind Polizeibeamte der US Army (Criminal Investigation Division) und der US Navy bzw. des US Marine Corps (Naval Criminal Investigative Service) sowie für die US Air Force das AFOSI. Des Weiteren existieren Kriminalpolizeien des Bundesschatzamtes, der Post (US Postal Police), des Zolls, der Einwanderungsbehörde, des Handelsministeriums, des Verkehrsministeriums und die Steuerfahndung des Finanzministeriums. Außerdem gibt es zur Drogenbekämpfung neben dem Zoll noch die Drug Enforcement Administration. Für Schmuggel, illegalen Besitz und illegale Herstellung von alkoholischen Getränken, Tabakwaren, Schusswaffen und Explosivmitteln mit bundesweiter Relevanz ist das Bureau of Alcohol, Tobacco, Firearms and Explosives zuständig. Die Grenzüberwachung wird von der umbenannten Einwanderungsbehörde (ICE=Immigrations and Customs Enforcement) und von der United States Border Patrol getätigt (früher INS).
Die wichtigste Kriminalpolizei auf Bundesebene ist das FBI. Für bestimmte Straftaten, die sich gegen Mitglieder der Regierung richten sowie für Geld- und Kreditkartenfälschungen ist der Secret Service zuständig.
Außerdem hat die Küstenwache Polizeibefugnis in ihrem Gebiet. Für die Bewachung von Bundesgerichten und für spezielle Sonderaufgaben sind die US Marshals zuständig.

#### US-Bundesstaaten
Die einzige landesweite Standardisierung bei der Schutzpolizei ist der Polizeinotruf, der 911 lautet und von fast jeder Telefonzelle und von fast jedem Mobiltelefon aus gebührenfrei angerufen werden kann. Die Einrichtung wurde durch den Mordfall Kitty Genovese im Jahr 1964 beschleunigt. Die Tat beobachteten etliche Menschen ohne einzugreifen (Zuschauereffekt). Der Fall bildete den Anlass zur landesweiten Einführung eines funktionierenden Notrufs.
In den einzelnen Bundesstaaten gibt es eigene Polizeiermittlungsbehörden mit der Bezeichnung SBI (State bureau of investigation), die ähnlich wie die Bundesermittlungsbehörde FBI arbeiten (Vergleich: LKA zu BKA). Auf Staatsebene gibt es die Staatspolizei (State Police), die häufig für die Überwachung der Autobahnen sowie den Schutz staatlicher Einrichtungen zuständig ist.

#### Lokale Polizeibehörden und Sheriffs
Fast jede Gemeinde, jede Stadt (manchmal sogar jeder Stadtteil) und jeder Landkreis hat in den USA eine eigene Polizei. Auf der Ebene der Countys bzw. Districts sind die Sheriffs für alles zuständig, was sich außerhalb von Städten und inkorporierten Gemeinden ereignet. Allerdings gibt es auch Städte und Gemeinden mit Sheriffs, die sich in Districts und Countys befinden, für die wieder ein eigener Sheriff oder Polizeien zuständig sind.

## Audio
- Täter in Uniform. Polizeigewalt in Deutschland, von Marie von Kuck, Deutschlandfunk, Das Feature, 24. Juli 2018, 43,53 Minuten, Audio (1/2 Jahr online)